# Universidad Internacional SEK Ecuador
La Universidad Internacional SEK Ecuador (UISEK) es un centro de educación superior ubicado en la ciudad de Quito, Ecuador. Pertenece a la Institución Internacional SEK.
Sus actividades se concentran en el Campus "Juan Montalvo" situado en el Monasterio de Guápulo, cuyo edificio y jardines forman parte del Conjunto Histórico Artístico de valor Universal dentro de la Ciudad de Quito, declarada por la UNESCO "Patrimonio de la Humanidad"

## Campus Juan Montalvo (Monasterio de Guápulo)
Ha sido declarado Patrimonio de la Humanidad. Tiene su historia desde el año de 1587, momento en el cual se construyó la capilla. El arquitecto fue Franciscano Fray Antonio Rodríguez finalizó su obra en 1696. En el interior de la Iglesia se encuentra el arte colonial quiteño con obras pictóricas y escultóricas de artistas como Miguel de Santiago o Diego de Robles entre otros. El campus restaurado tiene además otras instalaciones para la administración, la biblioteca, etc.
En este campus se encuentran las siguientes facultades:
- Arquitectura
- Ciencias Sociales y Jurídicas

## Campus Miguel de Cervantes (Carcelén)
Desde el año 1998, esta institución cuenta con el campus universitario ubicado en el nuevo norte de Quito, en el sector de Carcelén que permite el desarrollo institucional de cara al siglo XXI
Situado en un espacio natural privilegiado, con excelentes vías de acceso, bosque autóctono, ambiente sano y actividades deportivas. En él se encuentran las siguientes facultades:
- Ciencias del Trabajo y Comportamiento Humano

Seguridad y Salud Ocupacional, Gestión del Talento Humano y Psicología, 
- Ciencias Naturales y Ambientales

Biotecnología, Ingeniería Ambiental 
- Ciencias Económicas y Administrativas

Negocios Internacionales, Administración de Empresas
- Arquitectura e Ingenierías

Ingeniería Mecánica, Ingeniería Mecánica Automotriz